# 扈三娘
扈三娘，小说《水浒传》中人物，絕世美女。扈家莊主之女，「飛天虎」扈成之妹，使一对日月双刀，弓馬嫻熟、巾幗不讓鬚眉，更有阵前用绳套捉人的绝技，有「一丈青」之稱號。
宋江攻打祝家莊時，因與祝彪有婚約，故扈家莊派兵救援祝家莊。扈三娘的縛繩絕技怪異罕見，一連俘獲了梁山的王英與秦明數將，震驚梁山好漢、一時無人敢請纓接戰，頭痛不已的宋江派出武藝超群的教頭級高手林沖前往應戰，扈三娘被林沖所擒，被宋江交给父亲宋太公看管。扈成因而与梁山讲和，约定只要祝家庄有人来投扈家庄，就擒送梁山，以求换回扈三娘。
祝家庄被消灭后，扈三娘认宋太公为义父，即成为宋江的义妹，也成為梁山第一女將，由宋江作媒嫁與王英，夫妻倆同掌梁山三军内務，梁山排名第五十九。后來征讨方腊时，丈夫王英為鄭彪所殺，扈三娘前往報仇時被鄭彪拋出的石彈打落馬，香消玉殞。后追封花阳郡夫人。
有观点认为扈三娘在书中从未说过话而被称为冷美人，但这是以讹传讹出来的结果，扈三娘在第五十五回同呼延灼的战斗中说过“花将军少歇，看我捉这厮！”以及在第五十一回扈三娘在宋江做主让她和王英成亲时有“拜谢”的动作，虽然没说具体说了什么，但是显然是说过话的，此外在大聚义时也跟众人一起说誓言等（事实上水浒这类只有一两句台词的人非常多，没必要仅因为扈三娘而大惊小怪）。在百二十回本中，扈三娘还多了一句台词。就是征田虎時和對陣的瓊英時，王英被一戟刺中大腿倒撞下马来。扈三娘看到便說：「贼泼贱小淫妇，焉敢无礼！」

## 形象演变
作为《水浒传》主要蓝本的两部作品都有“一丈青”出现，但与《水浒传》中的扈三娘关系不大；《宋江三十六人赞》中的燕青赞诗为：“平康巷陌，岂知汝名？太行春色，有一丈青。”，《大宋宣和遗事》中，则有“一丈青张横”。

## 影视形象

### 电影
- 1951年香港电影《一丈青扈三娘》：于素秋
- 1972年香港邵氏《水滸傳》：何莉莉
- 2006年电影《扈三娘与矮脚虎王英》：曾宝仪

### 电视剧
- 1973年日本NTV版《水浒传》：土田早苗
- 1976年香港TVB版《逼上梁山》：施明
- 1983年山东版《水浒》：王秀丽
- 1998年央视版《水浒传》：郑爽
- 2006年《鼓上蚤时迁》：宛美嘉
- 2011年版《水浒传》：刘小小